# Žiga Škoflek
Žiga Škoflek (ur. 22 lipca 1994 w Vojnik) – słoweński piłkarz grający na pozycji pomocnika, w słoweńskim NŠ Mura.

## Kariera klubowa
Žiga Škoflek rozpoczął swoją karierę w 2012 roku, w słoweńskim klubie NK Šampion Celje, gdzie grając 2 lata wystąpił 49 razy i strzelił 14 goli. W 2014 roku przeniósł się do NK Aluminij, gdzie w ciągu 4. lat wystąpił 99 razy i strzelił 29 bramek. W końcówce sezonu 2017/2018 grał w polskim Stal Mielec, gdzie wystąpił 6 razy. W sezonie 2018/2019 przez rok grał dla klubu NK Rudar Velenje, dla którego wystąpił w 30. meczach i strzelił 14 goli. Rok później przeniósł się do rosyjskiego FK Orenburg, gdzie w 27. meczach strzelił 6 bramek. W 2020 zaczął grać dla Torpedo Moskwa, dla którego zagrał 10 meczów. W 2021 roku przeniósł się do NŠ Mura.
| Rok       | Klub             | Ilość wystąpień | Gole |
| --------- | ---------------- | --------------- | ---- |
| 2012–2014 | NK Šampion Celje | 49              | 14   |
| 2014–2018 | NK Aluminij      | 99              | 29   |
| 2018      | Stal Mielec      | 6               | 0    |
| 2018–2019 | NK Rudar Velenje | 30              | 14   |
| 2019–2020 | FK Orenburg      | 27              | 6    |
| 2020      | Torpedo Moskwa   | 10              | 0    |
| 2021–     | NŠ Mura          | 7               | 0    |